# Sukkejaure
Sukkejaure är en sjö i Sorsele kommun i Lappland och ingår i Umeälvens huvudavrinningsområde. Sukkejaure ligger i Vindelfjällen Natura 2000-område.